# 乔治·G·斯皮罗
乔治·G·斯皮罗（1950年2月18日—）是一位犹太裔瑞士作家、记者和数学家，撰写过许多大眾數學作品，有《迷人的数学发现：数学世界里的奇闻趣事》（A Mathematical Medley: Fifty Easy Pieces on Mathematics）、《数字的秘密生活：最有趣的50个数学故事》（The Secret Life of Numbers: 50 Easy Pieces on How Mathematicians Work and Think）等。